# Речни монитор
Речни монитори (енгл. River monitors) су ратни бродови дизајнирани да патролирају рекама. Термин "речни монитор" обухвата најјачи речни ратни брод. То је класа тешких обалних артиљеријских бродова који су имали карактеристике класичних артиљеријских бродова са јаким артиљеријским наоружањем и добро оклопљеним боковима и палубом, намењених за гранатирање мета и утврђења на обали, за борбу против обалне артиљерије и за подршку десантима.

## Историја
Име је потекло од америчког ратног брода - оклопњаче УСС Монитор, који је дизајнирао Јон Ериксон 1861. године. Оригинални монитор се први пут појавио у америчком грађанском рату, а одликује се употребом обртне куполе топа.

## Карактеристике
Речни монитори су обично највећи од свих ратних бродова у речним флотилама и наоружани су са најтежим наоружањем. Речни монитори су коришћени на унутрашњим пловним путевима као што су реке и језера. Обично су имали мали газ који је потребан да би могли да раде у унутрашњим пловним путевима али њихов газ, величина и тежина варирају зависно од тога где су коришћени.
Већина речних монитора била је са лаким оклопом, мада су неки били са тежим оклопом. Изузетни примери су монитори који су радили у приобалним или одређеним обалним подручјима и имали су изузетно дебели оклоп и тешке топове калибра од 457 мм за бомбардовање обале. 
Међутим, уобичајено је да речни монитори буду наоружани са оружјем разних калибара, топовима калибра 20 мм, 40 мм, 75 мм, па до 152 мм и митраљезима.

## Галерија
- План холандског монитора Евертсен.
- Цртеж монитора УСС Монтереи, 1894-12